# Бхутам
Бхутам, также Пудам, Бхуттатар — вайшнавский тамильский святой, принадлежавший к группе поэтов-подвижников альваров. Предположительно, Бхуттатар родился в царстве Паллава около Махабалипурам в VII веке. Бхуттатар был автором 100 гимнов, вошедших в сборник «Дивья-прабандха». В вайшнавизме, Бхуттатар почитатеся как воплощение Каумодаки — священной булавы Вишну.